# 伍斯特郡
伍斯特郡（英語：Worcestershire，發音：/ˈwʊstəʃɚ/ ⓘ），英國英格蘭西米德蘭茲區域的郡。伍斯特爲其唯一一個城市，亦是郡治。

## 歷史
羅馬帝國統治不列顛時期，德羅伊特威奇礦泉是鹽的生產中心。
1265年8月4日，伊夫舍姆戰役在伊夫舍姆（今伍斯特郡威奇文區）爆發，是第二次男爵戰爭2場主要戰役之一（另一場是劉易斯戰役）。第六代莱斯特伯爵西蒙·德孟福尔陣亡。
1651年9月3日，伍斯特戰役在伍斯特爆發，是英格蘭內戰的最後一場戰役，議會派大勝保皇派，查理二世逃走。
19世紀，伍斯特是手套製造中心，基德明斯特是地毯製造中心，雷迪奇是針、鉤、彈簧製造中心。

## 地方沿革

### 1844－1973年

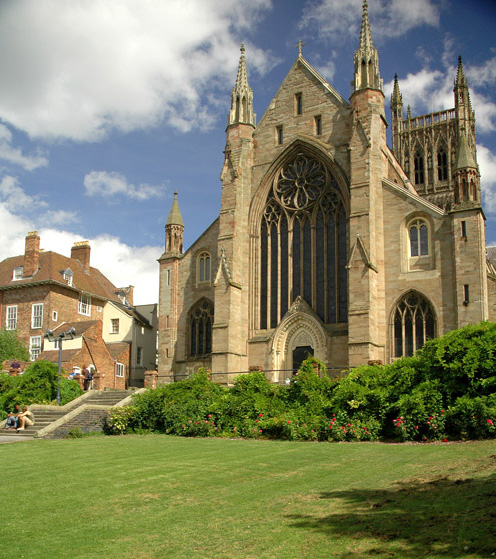
伍斯特座堂

《1844年郡（分離部分）法案》在1844年10月20日生效後，飛地被包圍的郡納入實際管轄範圍。不過，伍斯特郡數個外飛地未獲法案處理。
1888年4月1日，《1888年地方政府法案》生效：設立了伍斯特郡議會，管轄歷史上的既有範圍（伍斯特、達德利除外）；伯明翰升格為沃里克郡的郡自治市鎮，不斷擴張自治市鎮界，1909、1911年相繼有4個地方轉移至伯明翰。《1844年郡（分離部分）法案》未處理的伍斯特郡外飛地。為補償達德利郡自治市鎮在1966年脫離，同年新設的沃利郡自治市鎮納入伍斯特郡範圍。
1948年，地方政府邊界委員會建議伍斯特郡與赫里福德郡合併為赫里福德-伍斯特郡（Hereford and Worcester），未獲採納。

### 1974－
1974年4月1日，《1972年地方政府法案》生效：伍斯特郡與赫里福德郡合併為新設的非都市郡「赫里福德-伍斯特」郡（Hereford and Worcester）。1998年4月1日，《英格蘭地方政府委員會制訂的《1996年赫里福德-伍斯特（結構、邊界、選舉變化）法案》生效：赫里福德-伍斯特郡被廢除，分拆回原有的赫里福德郡、伍斯特郡。伍斯特郡升格為非都市郡、名譽郡。不過，在1974－1998年間以「赫里福德-伍斯特」命名的東西，如赫里福德-伍斯特消防、英國廣播公司（BBC）的地方電台BBC赫里福德-伍斯特等，仍保留原名。

## 人口、面積
伍斯特郡沒有包含單一管理區，無論把它看待成非都市郡還是名譽郡，其面積都是1,741平方公里（非都市郡第29、名譽郡第34），人口都是552,900（非都市郡第22、名譽郡第38）。

## 經濟

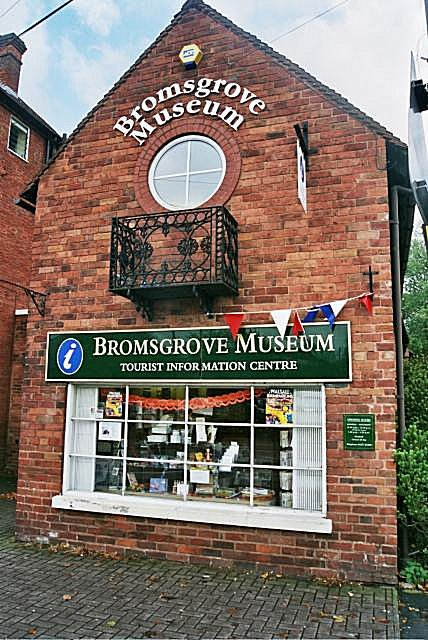
布羅姆格羅夫博物館

以下經濟數據來自英國國家統計辦工室。
| 年   | 地區生產總值 | 農業 | 工業  | 服務  |
| ---- | ------------ | ---- | ----- | ----- |
| 1995 | 5,047        | 225  | 1,623 | 3,200 |
| 2000 | 6,679        | 159  | 2,002 | 4,518 |
| 2003 | 7,514        | 182  | 1,952 | 5,380 |

## 行政區劃

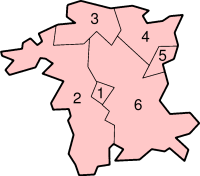
1. 伍斯特
2. 莫爾文希爾斯區
3. 懷爾森林區
4. 布羅姆斯格羅夫區
5. 雷迪奇
6. 威奇文

伍斯特郡實際管轄6個非都市區：莫爾文希爾斯（Malvern Hills）、懷爾森林（Wyre Forest）、布羅姆斯格羅夫（Bromsgrove）、伍斯特（Worcester）、雷迪奇（Redditch）、威奇文（Wychavon）。
英格蘭浪漫主義時期作曲家愛德華·埃爾加在莫爾文希爾斯區布羅德希思出生。

## 地方
伍斯特郡有6個人口達22,000以上的鎮：
| 地名（中譯）     | 地名（原文）  | 所屬的區       | 人口   |
| ---------------- | ------------- | -------------- | ------ |
| 雷迪奇           | Redditch      | 雷迪奇         | 79,500 |
| 基德明斯特       | Kidderminster | 懷爾森林       | 55,348 |
| 莫爾文           | Malvern       | 莫爾文希爾斯   | 28,749 |
| 布羅姆斯格羅夫   | Bromsgrove    | 布羅姆斯格羅夫 | 27,663 |
| 德羅伊特威奇礦泉 | Droitwich Spa | 威奇文         | 22,585 |
| 埃夫舍姆         | Evesham       | 威奇文         | 22,304 |

## 地理
下圖顯示英格蘭48個名譽郡的分佈情況。伍斯特郡東與相鄰，東北與西米德蘭茲郡相鄰，東與沃里克郡相鄰，南與格洛斯特郡相鄰，西與赫里福德郡相鄰，西北與什羅普郡相鄰，北與斯塔福德郡相鄰。
- 優秀自然美景範圍之一的莫爾文丘陵（又音譯為「莫爾文希爾斯」）橫跨伍斯特郡莫爾斯希爾斯（又意譯為「莫爾文丘陵」）區、赫里福德郡、小部分斯塔福德郡，地質主要是火成岩、變質岩。
- 百老匯塔（Broadway Tower）位於伍斯特郡威奇文區百老匯，是科茨沃爾德山脈第2高點（最高點是克利夫山，又意譯為「克利夫希爾」）。
- 伍斯特-伯明翰運河連接伍斯特和伯明翰。

|  |  |

## 體育
- 伍斯特：

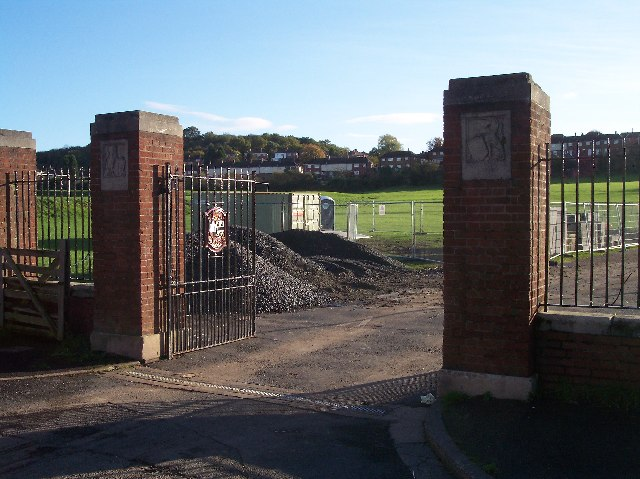
喬治五世運動場的入口

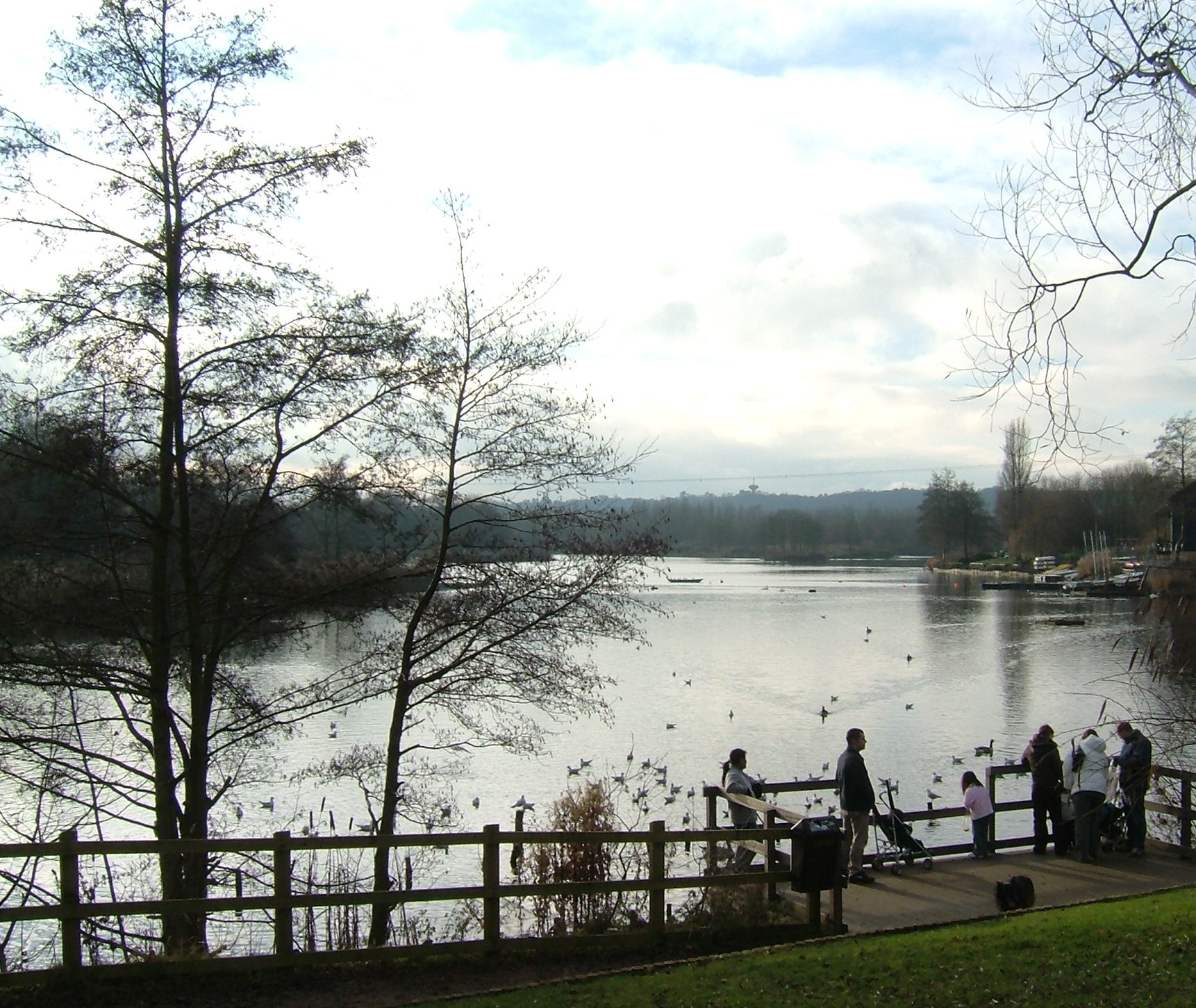
阿羅河河谷郊野金園

  - 木球：伍斯特郡木球會（主場：New Road）
  - 足球：伍斯特城足球會（主場：St George's Lane）
  - 聯合式橄欖球：伍斯特勇士（伍斯特橄欖球足球會）（主場：Sixways Stadium）
  - 單車：伍斯特聖約翰單車會（主場：St George's Lane）
  - 籃球：伍斯特狼隊（主場：伍斯特大學）
- 布羅姆斯格羅夫：
  - 聯合式橄欖球：布羅姆斯格羅夫橄欖球足球會
  - 足球：布羅姆斯格羅夫流浪足球會（主場：Victoria Ground）
- 雷迪奇：
  - 足球：雷迪奇聯足球會（主場：河谷球場）
  - 聯盟式橄欖球：雷迪奇渡鴉
  - 冰上曲棍球：雷迪奇火箭
- 綜合運動場
  - 喬治五世運動場，紀念英國君主喬治五世

## 媒體
1989年2月14日，英國廣播公司（BBC）在赫里福德-伍斯特郡設立BBC赫里福德-伍斯特地方電台，總部位於赫里福德和伍斯特。

## 旅遊
- 艾爾弗雷德·愛德華·豪斯曼的雕像

### 自然
- 阿羅河河谷郊野公園（Arrow Valley Country Park）
- 克魯姆公園（Croome Park）
- 沃爾頓山、克倫特丘陵
- 莫爾文丘陵：優秀自然美景範圍
- 伍斯特-伯明翰運河
- 蒂姆河（Teme）
- 塞文河
- 雅河河（又譯「埃文河」）
- 西米德蘭野生動物園（West Midland Safari Park）

### 博物館
- Forge Mill Needle Museum
- 布羅姆格羅夫博物館
- Avoncroft Museum of Historic Buildings

### 其他
- 塞文河河谷鐵路（Severn Valley Railway）：鐵路遺產
- 伍斯特座堂
- 大莫爾文小修道院（Great Malvern Priory）
- Hanbury Hall

## 城堡、房屋
- 百老匯塔：科茨沃爾德山脈第2高點

## 名人
如沒有註明，以下皆為英國人：
- 約翰·博納姆：齊柏林飛船樂隊的鼓手，在雷迪奇出生
- 查爾斯·丹斯：演員、編劇、導演，在雷迪奇出生
- 施卓琪：英國內政大臣，在莫爾文出生
- 查爾斯·達爾文：生物學、博物學家，1849年在莫爾文做水療，女兒埋葬在莫爾文
- C·S·劉易斯：《魔幻王國》系列的作者，在莫爾文讀書
- 珍妮·林德：瑞典女高音，因癌病於莫爾文逝世
- 艾爾弗雷德·愛德華·豪斯曼：西洋古典學家、詩人，在布羅姆斯格羅夫出生
- 馬克·威廉斯：喜劇演員，在布羅姆斯格羅夫出生
- 尼古拉斯·埃文斯：記者、導演、作家，在布羅姆斯格羅夫出生
- 穆齊奧·克萊門蒂：意大利裔英格蘭籍作曲家，在埃夫舍姆逝世
- 菲利普·亨利·戈斯：自然學家，生於伍斯特
- 哈利·斯泰爾斯Harry Styles：一世代One Direction成員，生於伍斯特